# Йозеф фон Фраунгофер
Йозеф фон Фраунгофер (нім. Joseph von Fraunhofer; 6 березня 1787, Штраубінг — 7 червня 1826, Мюнхен) — німецький фізик і оптик.

## Біографія
Народився 11 дитиною в родині скляра, працював у майстерні батька. Після його смерті (1798), в дванадцять років почав навчатися професії оптика, потім працювати в дзеркальній і скляній майстерні в Мюнхені. Після закінчення навчання придбав машину для шліфування оптичного скла, проте, змушений був заробляти кошти гравіюванням візитівок. Привернув до себе увагу баварського короля Максиміліана-Йосифа, який допоміг Фраунгоферу отримати подальшу математичну освіту. З 1806 року — асистент математичного та оптичного інституту (містився в Мюнхені, потім в Бенедиктбоєрні), де виготовлялися лінзи й оптична апаратура.
З 1809 року за сприяння Георга Фрідріха фон Райхенбаха став одним із його керівників, у 1818 — його директором. Заснована в 1814 році за участю Фраунгофера фірма «Утцшнейдер і Фраунгофер» швидко здобула світову популярність як виробник оптичних приладів для великих обсерваторій, переважно рефракторів та зорових труб, високої якості.

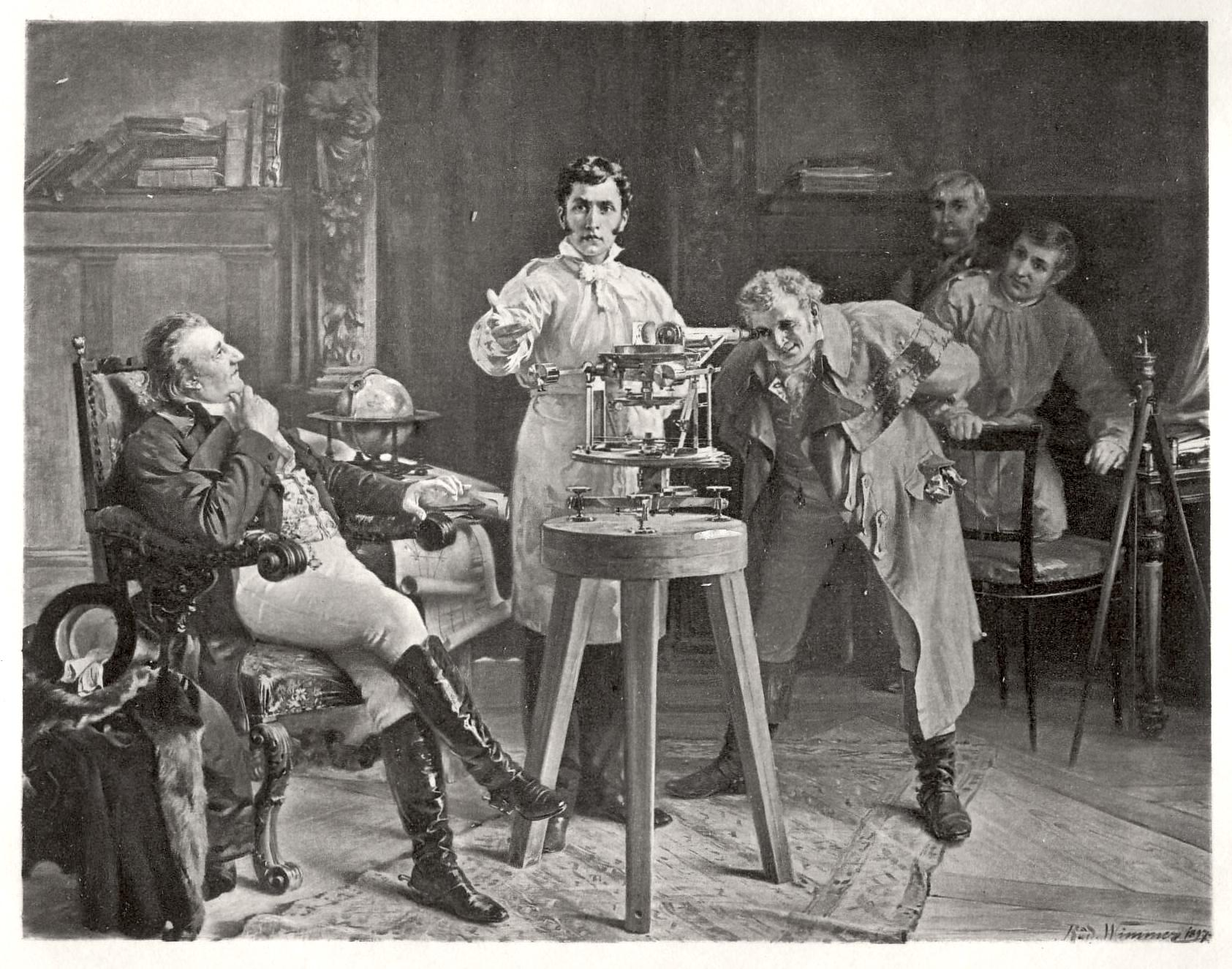
Фраунгофер демонструє спектроскоп

З 1823 року Фраунгофер став професором і хранителем фізичного кабінету Мюнхенського університету та членом Баварської АН, з 1824 року — член Академії Леопольдіна. Значно поліпшив нову на той час технологію виготовлення великих ахроматичних об'єктивів, як у частині серійного виробництва оптичного скла — флінтів і кронів — так і їх подальшої обробки. Винайшов окулярний мікрометр і своєрідний об'єктивний мікрометр — геліометр. Вивчаючи показники заломлення різних сортів скла, у 1814 році відкрив (незалежно від англійського фізика Вільяма Волластона) і описав лінії поглинання в сонячному спектрі (названі згодом фраунгоферовими лініями).
Фірма «Утцшнейдер і Фраунгофер» постачала першокласні інструменти для найбільших обсерваторій Європи. Телескопи Фраунгофера вперше монтувалися на зручній паралактичній або екваторіальній установці і були забезпечені точними годинниковими механізмами з фрикційним регулятором швидкості, а також найточнішими окулярними мікрометрами. Все це дозволяло вести точні спостереження з великим збільшенням (порядку 700). Рефрактори Фраунгофера сприяли успіхам астрономів у визначенні перших зоряних паралаксів. Фраунгофера називають батьком астрофізики за його піонерську роботу в астроспектроскопії. Спостерігав спектри Місяця, Марса, Венери, виявив їх подібність до сонячного спектру, що доводило світіння цих тіл відбитим сонячним світлом. Вперше намітив грубий поділ зір на три спектральні групи. Його дослідження розподілу енергії в спектрі стало основою для визначення температури зір. Ввів у практику астрономічних спостережень об'єктивну призму, що дозволило одночасно спостерігати сотні спектрів зірок.
В 1821 році вперше застосував дифракційну ґратку для вивчення спектрів. Запропонував метод спостереження дифракції світла в паралельних променях.
Помер 7 червня 1826 від туберкульозу. Похований на Старому південному кладовищі в Мюнхені.

## Наукові праці
Крім удосконалень, уведених у виготовлення оптичного скла і особливо великих ахроматичних об'єктивів, крім винайдених ним геліометра і окулярних мікрометрів, Фраунгофер залишив два класичних наукових дослідження. В мемуарах «Bestimmung d. Brechungs und d. Farbenzerstreuungs-Vermögens verschiedener Glasarten, in Bezug auf d. Vervollkommung achromatischer Fernröhre» («Denkschrif. München. Acad.», Т. V, 1814—1815) він уперше згадує про постійні лінії сонячного спектра (згодом названі фраунгоферовими лініями; див. Спектральний аналіз), наводить докладний малюнок сонячного спектра і вказує на використання цих ліній при визначенні показників заломлення оптичних середовищ. В іншому творі «Neue Modification d. Lichts durch gegenseitig e Einwirkung und Beugung d. Strahlen und Gesetzte derselben» («Denksch. München. Acad.», т. VIII, 1821—1822) описав явища в оптичній дифракційній ґратці і її застосування до визначення довжини світлових хвиль. За досягнення в науці та техніці Фраунгоферу поставлено в Мюнхені пам'ятник.
Його ім'ям названо наукове-дослідне Товариство Фраунгофера, до складу якого входить Фраунгоферський інститут інтегральних схем, розробник алгоритму MP3.